# 大連路駅
座標: 北緯31度15分38秒 東経121度30分30秒 / 北緯31.26056度 東経121.50833度
大連路駅（だいれんろ-えき）は、上海市楊浦区に位置する上海地下鉄4号線、12号線の駅。

## 駅構造
4号線は島式ホーム1面2線を有する地下駅。開業当初からホームドア設置。

## 駅周辺
- 西門子上海中心
- 提籃橋監獄
- 霍山公園
- 摩西会堂
- 市東中学

## 歴史
- 2005年12月31日 - 4号線の駅が開業。
- 2013年12月29日 - 12号線の駅が開業。

## 隣の駅
上海地下鉄
■4号線
臨平路駅 - 大連路駅 - 楊樹浦路駅
■12号線
提籃橋駅 - 大連路駅 - 江浦公園駅